# Campeonato Maranhense 2014
In 2014 werd het 95ste Campeonato Maranhense gespeeld voor clubs uit Braziliaanse staat Maranhão. De competitie werd gespeeld van 26 januari tot 6 april en werd georganiseerd door de FMF. Sampaio Corrêa werd kampioen. De club won beide fases waardoor er geen finale gespeeld moest worden. Maranhão, dat een jaar eerder nog de titel won, en Bacabal degradeerden.

## Eerste fase

### Groep A
| Plaats | Club       | Wed. | W | G | V | Saldo | Ptn. |
| ------ | ---------- | ---- | - | - | - | ----- | ---- |
| 1.     | Moto Club  | 4    | 3 | 0 | 1 | 9:6   | 9    |
| 2.     | Araioses   | 4    | 2 | 0 | 2 | 9:6   | 6    |
| 3.     | Imperatriz | 4    | 2 | 0 | 2 | 7:6   | 6    |
| 4.     | Cordino    | 4    | 2 | 0 | 2 | 6:6   | 6    |
| 5.     | São José   | 4    | 1 | 0 | 3 | 2 :9  | 3    |

|  | Gekwalificeerd voor knock-outfase |

### Groep B
| Plaats | Club           | Wed. | W | G | V | Saldo | Ptn. |
| ------ | -------------- | ---- | - | - | - | ----- | ---- |
| 1.     | Sampaio Corrêa | 4    | 3 | 1 | 0 | 8:1   | 10   |
| 2.     | Santa Quitéria | 4    | 3 | 0 | 1 | 5:5   | 9    |
| 3.     | Maranhão       | 4    | 1 | 2 | 1 | 6:5   | 5    |
| 4.     | Balsas         | 4    | 1 | 1 | 2 | 2 :3  | 4    |
| 5.     | Bacabal        | 4    | 0 | 0 | 4 | 0 :7  | 0    |

|  | Gekwalificeerd voor knock-outfase |

### Knock-outfase
In geval van gelijke stand gaat de club verder met de beste prestatie in de competitie.
|  | Halve finale   | Halve finale | Halve finale |   |                | Finale | Finale | Finale |
|  |                |              |              |   |                |        |        |        |
|  | Araioses       | 1            | 1            |   |                |        |        |        |
|  | Sampaio Corrêa | 2            | 3            |   |                |        |        |        |
|  | Sampaio Corrêa | 2            | 3            |   | Sampaio Corrêa | 1      | 2      |        |
|  |                |              |              |   | Sampaio Corrêa | 1      | 2      |        |
|  |                | Moto Club    | 1            | 2 |                |        |        |        |
|  | Santa Quitéria | Moto Club    | 1            | 2 | 1              | 2      |        |        |
|  | Santa Quitéria |              |              |   | 1              | 2      |        |        |
|  | Moto Club      | 0            | 3            |   |                |        |        |        |

## Tweede fase

### Groep A
| Plaats | Club       | Wed. | W | G | V | Saldo | Ptn. |
| ------ | ---------- | ---- | - | - | - | ----- | ---- |
| 1.     | Moto Club  | 5    | 4 | 0 | 1 | 9:3   | 12   |
| 2.     | Cordino    | 5    | 4 | 0 | 1 | 11:6  | 12   |
| 3.     | Imperatriz | 5    | 3 | 2 | 0 | 9:2   | 11   |
| 4.     | São José   | 5    | 2 | 1 | 2 | 7:4   | 7    |
| 5.     | Araioses   | 5    | 2 | 0 | 3 | 4 :7  | 6    |

|  | Gekwalificeerd voor knock-outfase |

### Groep B
| Plaats | Club           | Wed. | W | G | V | Saldo | Ptn. |
| ------ | -------------- | ---- | - | - | - | ----- | ---- |
| 1.     | Sampaio Corrêa | 5    | 3 | 0 | 2 | 6:2   | 9    |
| 2.     | Santa Quitéria | 5    | 3 | 0 | 2 | 5:3   | 9    |
| 3.     | Balsas         | 5    | 1 | 0 | 4 | 3:14  | 3    |
| 4.     | Maranhão       | 5    | 0 | 2 | 3 | 4 :7  | 2    |
| 5.     | Bacabal        | 5    | 0 | 1 | 4 | 4 :14 | 1    |

|  | Gekwalificeerd voor knock-outfase |

### Knock-outfase
In geval van gelijke stand gaat de club verder met de beste prestatie in de competitie.
|  | Halve finale   | Halve finale | Halve finale |   |                | Finale | Finale | Finale |
|  |                |              |              |   |                |        |        |        |
|  | Cordino        | 1            | 0            |   |                |        |        |        |
|  | Sampaio Corrêa | 5            | 1            |   |                |        |        |        |
|  | Sampaio Corrêa | 5            | 1            |   | Sampaio Corrêa | 2      | 0      |        |
|  |                |              |              |   | Sampaio Corrêa | 2      | 0      |        |
|  |                | Moto Club    | 0            | 1 |                |        |        |        |
|  | Santa Quitéria | Moto Club    | 0            | 1 | 1              | 3      |        |        |
|  | Santa Quitéria |              |              |   | 1              | 3      |        |        |
|  | Moto Club      | 4            | 3            |   |                |        |        |        |

## Kampioen
| Campeonato Maranhense de 2014       |
| Maranhão                            |
| ----------------------------------- |
| SAMPAIO CORRÊA Kampioen (32° titel) |